# Christian Ehninger
Christian Karl Wilhelm Ehninger (* 3. Dezember 1818 in Kirchheim unter Teck; † 8. Oktober 1896 ebenda) war ein württembergischer Kaufmann und Politiker.

## Beruf
Christian Ehninger war seit 1845 selbstständiger Kaufmann in Kirchheim.

## Politik
Ehninger war seit 1846 Mitglied des Bürgerausschusses und später des Gemeinderats in Kirchheim. Er wurde 1895 im Wahlkreis Kirchheim in den württembergischen Landtag gewählt, 1889 verteidigte er das Mandat. Er war Mitglied der Deutschen Partei.

## Familie
Christian Ehninger war der Sohn des Bierbrauereibesitzers und Kronenwirts Johann Friedrich Ehninger (1789–1867) in Kirchheim und der Anna Maria, geb. Speiser (1795–1873). Er hatte zehn Geschwister, darunter auch den Tuttlinger Landtagsabgeordneten Theodor Ehninger. Seit 1845 war er mit Louisa Justina Majer (1820–1882) verheiratet, sie hatten zwei Kinder.